# 圣韦朗 (罗讷省)
圣韦朗（法語：Saint-Vérand，法語發音：[sɛ̃ veʁɑ̃]）是法国罗讷省的一个市镇，属于索恩河畔自由城区。

## 地理
圣韦朗（45°55'8"N, 4°31'39"E）面积17.58 平方千米，位于法国奥弗涅-罗讷-阿尔卑斯大区罗讷省，该省份为法国中东部省份，北起顺时针与索恩-卢瓦尔省、安省、里昂大都会、伊泽尔省和卢瓦尔省接壤。
与圣韦朗接壤的市镇（或旧市镇、城区）包括：泰尔南、迪耶姆、莱尼、萨尔塞、圣克莱芒-叙瓦尔索讷、蒂尔迪讷河畔万德里、瓦勒德万。

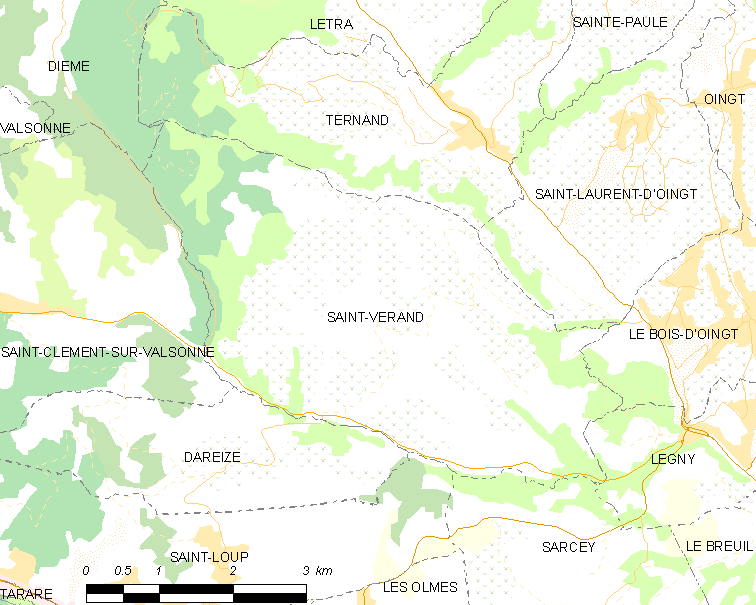
的OSM定位图

圣韦朗的时区为UTC+01:00、UTC+02:00（夏令时）。

## 行政
圣韦朗的邮政编码为69620，INSEE市镇编码为69239。

## 政治
圣韦朗所属的省级选区为瓦勒德万县。

## 人口

1962-2008年间人口变化图示

圣韦朗于2022年1月1日时的人口数量为1147人。